# Milagro (Hiszpania)
Milagro – gmina w Hiszpanii, w Nawarze, o powierzchni 28,34 km². W 2011 roku gmina liczyła 3378 mieszkańców.